# Бреден, Жан-Дени
Жан-Дени́ Бреде́н (фр. Jean-Denis Bredin; 17 мая 1929, Париж — 1 сентября 2021) — французский юрист и историк, член Французской академии (1989—2021).

## Биография
Сын эльзасского еврея и католички, родился в 1929 году под именем Жан-Дени Хирш. Родители развелись, когда Жан-Дени был ещё ребёнком, и он остался с матерью. Окончил лицей Карла Великого, затем — юридический и филологический факультеты Парижского университета. В 21 год получил степень доктора права, в 1950 году официально сменил фамилию на «Бреден» и был принят в Парижскую коллегию адвокатов.
Открыл частную юридическую практику, стал соучредителем одного из наиболее престижных адвокатских бюро Bredin-Prat.
В 1957 году начал преподавать частное право в Реннском университете, позднее перевёлся в Лилль, с 1969 года — профессор Университета Париж-Дофин. Вместе с Эдгаром Фором участвовал в подготовке реформы системы высшего образования Франции в 1968 году. В начале 1980-х годов работал в Комиссии по вопросам управления и анализа аудиовизуальных средств (Commission d’orientation et de réflexion sur l’audiovisuel) под руководством Пьера Муано, с 1982 по 1986 год входил в совет директоров Национальной библиотеки.
Наиболее известен книгами в историко-юридическом ключе, в частности — о деле Дрейфуса, убийстве Марата, процессе над Пьером Мендес-Франсом в период режима Виши. В 1999 году Бреден укрепил свою репутацию «историка антигероев», опубликовав книгу Une singulière famille (Особая семья) о клане Неккеров, в частности о знаменитом министре Людовика XVI Жаке Неккере и его дочери Мадам де Сталь, поставив своей целью переосмысление общепринятой несправедливой оценки персонажей.
15 июня 1989 года избран во Французскую академию на место, остававшееся вакантным после смерти Маргерит Юрсенар.
Скончался 1 сентября 2021 года.

## Труды
- Республика господина Помпиду (La République de Monsieur Pompidou, Fayard, Paris, 1974).
- Французы у власти (Les Français au pouvoir, Grasset, Paris, 1977).
- Жозеф Кайо (Joseph Caillaux, Hachette, Paris, 1980).
- Дело (1983), переиздана в 1995 году под названием «Дело Дрейфуса» (L’Affaire, Julliard, Paris, 1983, grand prix Gobert 1984, 8e prix Fondation Pierre-Lafue 1984, (devenu L’Affaire Dreyfus par Yves Boisset en 1995)).
- Виновный (Un coupable, Gallimard, Paris, 1985).
- Отлучка (L’Absence, Gallimard, Paris, 1986).
- Сьейес: ключ к Французской революции (Sieyès : la clé de la Révolution française, Librairie générale française, Paris, 1990).
- Биение сердца (Battements de cœur, Fayard, Paris, 1991).
- Bernard Lazare, de Fallois, Paris, 1992.
- Comédie des apparences, Odile Jacob, Paris, 1994.
- Christian Ranucci, vingt ans après (Collectif), avec Gilles Perrault, Héloïse Mathon, Jean-François Le Forsonney et Daniel Soulez Larivière, Julliard, Paris, 1995.
- Encore un peu de temps, Gallimard, Paris, 1996.
- Une singulière famille : Jacques Necker, Suzanne Necker et Germaine de Staël, Fayard, Paris, 1999 (Prix du nouveau cercle de l’union 1999)
- Rien ne va plus, Fayard, Paris, 2000.
- Письмо Богу-сыну (Lettre à Dieu le Fils, Grasset, Paris, 2001).
- Un tribunal au garde-à-vous. Le procès de Pierre Mendès France, 9 mai 1941, Fayard, Paris, 2002.
- Et des amours desquelles nous parlons, Fayard, Paris, 2004.
- Умирают лишь единожды: Шарлотта Корде (On ne meurt qu’une fois, Charlotte Corday, Fayard, 2006).
- Trop bien élevé, autobiographique, Grasset, 2007.
- Ce rendez-vous avec la gloire, Fayard, Paris, 2009.
- L’infamie. Le procès de Riom, février-avril 1942, Grasset, Paris, 2012.

### Беллетристика
- Задача (La Tâche (nouvelles), Gallimard, Paris, 1986).
- Послушный ребёнок (Un enfant sage (roman), Gallimard, Paris, 1990).